# Наслагване на трептения
Наслагването на трептенията е понятие от класическата механика, което се получава при съвместното действие (суперпозиция) на няколко прости хармонични трептения.

## Принцип на суперпозицията и резултантни трептения
От твърдотелната механика е известно, че различните движения на едно тяло могат да се наслагват. Разясненият там принцип на наслагването, показва, че при едновременни съществуващи различни единични движения, последните могат да образуват едно общо съставно движение на тялото. Това съставно движение се нарича още резултантно движение. Методът на непосредственото наслагване се нарича още суперпозиция. В кинематиката се разглеждат възникналите сумарни криви, като например циклоида, еволвента, балистична крива и други. Ако едно тяло се възбужда едновременно от две или повече периодични сили докато започне да извършва линейни трептения, то тогава според принципа на суперпозицията тези трептения могат да се съберат до едно общо съставно трептене (движение): x=x1+x2. На всяко място по продължение на синусоидите се извършва събиране с отчитане на знака. Оттук става ясно, че две или повече линейни единични трептения по принципа на суперпозицията могат да съставят едно резултантно трептене. При събирането на трептенията трябва да се съблюдава дали посоките на последните са паралелни (или перпендикулярни) или са различни. При изследване се вижда, че наслагваните трептения могат да се различават помежду си по амплитуда, честота и фаза, при което възникват различни явления.

## Специални случаи на припокриване на хармонични трептения

### Трептения в една пространствена посока и една и съща честота

#### Наслагване на повече от две трептения
Най-общ случай на припокриване на трептения е този, при който са налице повече от две трептения с еднаква честота, но различни амплитуди и различни начални фазови ъгли. Заедно с графичното решение за съставното трептене, може да се получи и аналитично извеждане, което обаче за повече от две трептения е твърде сложно.

#### Наслагване на две трептения
В специалния случай на събиране на две трептения с различни амплитуди по x и различни начални фазови ъгли, за изчисление на резултантното трептене могат да се използват тригонометричните закони. Математически е възможно векторното събиране на две амплитуди x1 и x2 на две трептения с различни начални фази. Прилагайки косинусовата теорема и теоремата за събиране на вектори за амплитудата и фазата на съставното трептене съответно се получава:
{\displaystyle x_{e}={\sqrt {x_{1}^{2}+2x_{1}x_{2}\cos(\phi _{01}-\phi _{02})+x_{2}^{2}}}}
{\displaystyle \tan \phi _{0e}={\frac {x_{1}\sin \phi _{01}+x_{2}\sin \phi _{02}}{x_{1}\cos \phi _{01}+x_{2}\cos \phi _{02}}}}
При наслагването на хармонични трептения с еднаква честота, но различни амплитуди и начални фазови ъгли се получава едно ново съставно хармонично трептене със същата честота. Това означава още, че продължителността на периода Т0 на единичните трептения е равен на периода на съставното трептене. Уравненията по-горе се отнасят за такива случаи.

#### Максимално усилване на трептенията
Ако е изпълнено {\displaystyle \phi _{01}=\phi _{02}} тоест фазовата разлика е нула, тогава възниква амплитуда xe с максимална стойност. Наслагването на трептенията в този случай е показано на фиг. 5.
Когато: {\displaystyle \Delta \phi =0}, тогава xe = max. {\displaystyle \phi _{0e}=\phi _{01}=\phi _{02}}, {\displaystyle \cos(\phi _{01}-\phi _{02})=1},{\displaystyle x_{e}={\sqrt {x_{1}^{2}+2x_{1}x_{2}+x_{2}^{2}}}}

#### Затихване на трептенията
Друг специален случай на наслагване е когато амплитудите на единичните трептения са равни, а фазовата разлика e {\displaystyle \Delta \phi =\pi =180^{\circ }} или нечетен брой пъти {\displaystyle \pi }, т.е. {\displaystyle 3\pi }, {\displaystyle 5\pi } и т.н. Тогава съставното трептене затихва, т.е. амплитудата става нула.

#### Честотно биене
Когато се припокриват две трептения с малка разлика в честотите, при резултантното трептене се получава така нареченото честотно биене. Това означава, че амплитудата на полученото трептене бавно затихва и отново се увеличава. Забелязва се, че амплитудата става периодично нула в периода на биене {\displaystyle T_{s}}. Различават се два вида на възникване на такива трептения. Това са:
Просто биене – При малка разлика в честотите, амплитудите на единичните трептения са еднакви. Амплитудата на съставното трептене става периодично нула и се колебае от нула до 2x1.
Сложно биене – При малка разлика в честотите, амплитудите на единичните трептения не са еднакви. Амплитудата на съставното трептене става периодично минимална но различна от нула и се колебае от минимума до {\displaystyle x_{e}=x_{1}+x_{2}}.
Определят се следните означения:
{\displaystyle T_{s}={\frac {T_{1}T_{2}}{T_{1}-T_{2}}}={\frac {1}{f_{s}}}} [s], период на биене
{\displaystyle f_{s}=f_{2}-f_{1}} [Hz], честота на биене
{\displaystyle T_{s}={\frac {2T_{1}T_{2}}{T_{1}+T_{2}}}={\frac {1}{f_{s}}}} [s], период трептенето
{\displaystyle x_{max}=x_{1}+x_{2}}, максимална амплитуда.

#### Синтез на Фурие и анализ на Фурие
С подходящ избор на честоти и амплитуди, може да се произведе всякакво желано резултантно трептене. Този процес се нарича Синтез на Фурие по името на известния френски физик Жан Батист Жозеф Фурие (1768 – 1830). Принципно по този начин и по принципа на суперпозицията могат да се наслагват произволен брой единични трептения.
Съществено значение при биене при едни и същи трептения оказва фазовата разлика {\displaystyle \Delta \phi _{0}=45}0. Това води до едно напълно различно, но в същото време периодично съставно трептене. Също така, както е възможно добиването на резултантно трептене от наслагването на единични такива, така е възможно и обратното, всеки периодичен сигнал може да се разложи на елементарни трептения. Фурие показва:
Всеки периодичен сигнал може еднозначно да се разложи на елементарни синусови и косинусови трептения. При анализ например може да се покаже съставно трептене, което например се разлага в три синусоидални елементарни трептения. Методът се нарича Анализ на Фурие или Хармоничен анализ и се прилага за анализ на възникнали в практиката трептения, които често не са чисто синусоидални. Един такъв хармоничен анализ може да се осъществи след дълго (времеотнемащо) математическо изчисление.
Съществуват и електромеханични устройства, които правят Фурие Анализ и се наричат Хармонични Анализатори.

#### Модулация
Докато при наслагването със Синтез на Фурие се получава събиране на определени амплитуди на единичните трептения, при модулацията моментните стойности (на амплитудите) на единичните трептения се умножават. Съответните резултати представляват амплитудите на съставните трептения. Модулацията служи за предаване на данни при безжичните комуникации, или за по-ефективно използване на проводящите линии.

### Трептения с перпендикулярно едно спрямо друго разположение с целочислено отношение на честотите
Нека се разгледа едно двойно махало, което е закачено в точките А и В. Спрямо равнината на чертежа в точката С махалото може да се люлее (трепти) напред и назад, докато в точка D наляво и надясно. Степените на свобода спрямо тази конфигурация, гледано отгоре, се вижда, че точка С може да се люлее по оста y, докато точка D по оста x и по оста y. Двете уравнения за трептенията показват, че няма фазова разлика между последните, т.е. {\displaystyle \Delta \phi _{0}=0}:
{\displaystyle x=x_{m}\sin {\omega {t}}}
{\displaystyle y=y_{m}\sin {\omega {t}}}
При разделяне (едно на друго) на горните уравнения, се получава:
{\displaystyle {\frac {x}{y}}={\frac {x_{m}}{y_{m}}}} или съответно {\displaystyle x={\frac {x_{m}}{y_{m}}}\cdot {y}}
Това е уравнение на права представяща случая, когато двете движения протичат едновременно. Разглеждат се два случая-
- когато {\displaystyle \Delta \phi _{0}=0} и са с различни амплитуди {\displaystyle x_{m}} и {\displaystyle y_{m}};
- Когато двете трептения са с еднакви честоти, различни амплитуди и фазова разлика {\displaystyle \Delta \phi _{0}={\frac {\pi }{2}}}, за уравненията на трептенията се получава:

{\displaystyle x=x_{m}\sin {\omega {t}}}
{\displaystyle y=y_{m}\sin {(\omega {t}+{\frac {\pi }{2}})}}
или
{\displaystyle y=y_{m}\sin {\omega {t}}}
Ако първото уравнение се раздели на xm, а второто на ym, след което уравненията се повдигнат на квадрат и се съберат, тогава се получава:
{\displaystyle \sin ^{2}{\omega {t}}+cos^{2}{\omega {t}}=1} (Тригонометричната Питагорова теорема)
{\displaystyle {\frac {x^{2}}{x_{m}^{2}}}+{\frac {y^{2}}{y_{m}^{2}}}=1}
По този начин се получава уравнението на елипса. Описаните гладки криви, които възникват при припокриването на две различни по посока трептения и се наричат фигури на Лисажу. Последните могат да се получат с описаното двойно махало, или с електронно лъчев осцилоскоп. Формата на кривите зависи от отношението на амплитудите и честотите, следователно първата зависи и от фазовата разлика. Когато отношението на честотите е рационално число (цяло число), тогава фигурите на Лисажу са затворени криви.
Например ако амплитудите xm и ym са равни, кривите лежат в квадрат със страни: 2xm=2ym. При този случай xm=ym, f1=f2. Фазовата разлики за различните криви са съотетно:
Крива 1: {\displaystyle \Delta \phi _{0}=0}
Крива 2: {\displaystyle \Delta \phi _{0}={\frac {\pi }{6}}}
Крива 3: {\displaystyle \Delta \phi _{0}={\frac {\pi }{2}}}
Крива 4: {\displaystyle \Delta \phi _{0}=5{\frac {\pi }{6}}}
Крива 5: {\displaystyle \Delta \phi _{0}=\pi }
При случая xm=ym, f1=3f2.
Крива 1: {\displaystyle \Delta \phi _{0}=0}
Крива 2: {\displaystyle \Delta \phi _{0}={\frac {\pi }{2}}}